# Потаскуев, Виталий Григорьевич
Виталий Григорьевич Потаскуев (род. 1934) — советский футболист, нападающий.

## Биография
В первой половине 1950-х годов выступал за команду посёлка Монетный Свердловской области, становился призёром юношеских и взрослых областных соревнований. Также в начале карьеры играл в соревнованиях КФК за «Авангард» (Нижний Тагил). В 1955 году дебютировал в соревнованиях мастеров в составе «Авангарда» (Свердловск) и стал лучшим бомбардиром своей команды с 14 голами.
В 1956 году перешёл в свердловский ОДО (позднее — СКВО). Дебютный матч в классе «А» сыграл 12 мая 1956 года против кишинёвского «Буревестника» и в нём же впервые отличился голом. 9 октября в гостевом матче против кишинёвского «Буревестника» из-за неубранного с беговой дорожки легкоатлетического инвентаря. Всего в высшей лиге за свердловских армейцев сыграл 6 матчей и забил 3 гола. В 1957—1958 годах продолжал выступать за клуб в классе «Б» и в 1958 году стал победителем зонального турнира класса «Б».
В 1959 году был играющим тренером команды «Труд» (Краснотурьинск), выступавшей в соревнованиях КФК. Затем перешёл в кишинёвскую «Молдову», в её состав сыграл один матч в классе «А» — 9 апреля 1960 года против рижской «Даугавы».
Затем до конца карьеры выступал за клубы первой лиги и более низших дивизионов, представлявших Украинскую ССР. В 1961 году также числился в составе таллинского «Калева» из класса «А», но ни одного матча не сыграл. Последним известным клубом футболиста стала в 1964 году «Чайка» (Балаклава). Отличался несерьёзным отношением к спортивному режиму, из-за чего довольно рано завершил карьеру.
Дальнейшая судьба неизвестна.